# Otto-Brosowski-Schacht
Der Otto-Brosowski-Schacht liegt nordöstlich der Ortschaft Augsdorf und gehörte mit dem Ernst-Thälmann-Schacht (130 m) und dem Fortschrittschacht I (153 m) zu jenen Großschächten des Mansfelder Reviers, bei denen eine Kegelhalde (104 m) aufgeschüttet wurde, eine der sogenannten Pyramiden des Mansfelder Landes.
Die Schachtanlage wurde nach dem Kommunisten Otto Brosowski aus Gerbstedt benannt, dessen Ehefrau die Fahne von Kriwoi Rog vor den Nationalsozialisten versteckte.

## Geschichte

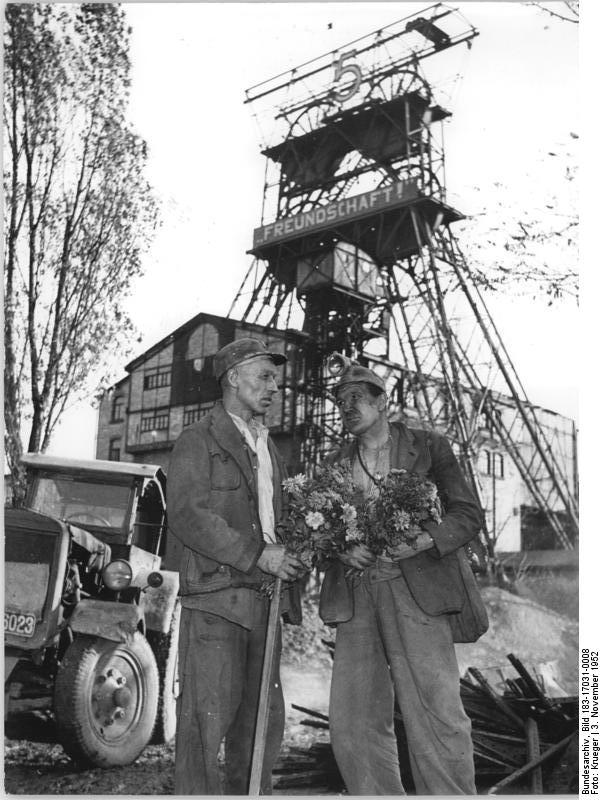
Otto-Brosowski-Schacht am 3. November 1952

Unter dem ursprünglichen Namen Paulschacht wurde er von 1900 bis 1906 auf 572,5 Meter abgeteuft. In den Jahren 1948/49 wurde der Schacht auf 829,7 Meter nachgeteuft und war dann der tiefste Schacht im Mansfelder Revier.
Der Schacht förderte in den Jahren von 1908 bis 1927, wobei 1913 die Stärke der Belegschaft mit mehr als 3.000 Mann ihr Maximum erreichte. 1937 wurde die Förderung wieder angefahren und hielt bis nach Kriegsende an. Unmittelbar nach dem Krieg betrug die Belegschaftsstärke 1.166 Mann und schwankte bis zur Einstellung der Förderung 1969 zwischen 2.000 und 2.500 Beschäftigten.
Die Anbindung an die Mansfelder Bergwerksbahn erfolgte über das Gleisdreieck in Siersleben.
Der Schacht erregte zweimal Aufsehen durch Wassereinbrüche. Der erste Wassereinbruch ereignete sich am 9. März 1952 zwischen der 7. und 8. Sohle, während sich der zweite Einbruch am 17. September 1958 im Querschlag der 5. Sohle ereignete. Dieser war mit einem Zufluss von 15.000 bis 20.000 Liter/min der schwerste in der 770-jährigen Geschichte des Mansfelder Kupferbergbaus. Das Leben von 63 Bergleuten war akut gefährdet. Sie konnten sich nur durch bis zu 15 Stunden dauernde Fußmärsche, die sie auf großen Umwegen bis zum benachbarten, etwa 3 km entfernten Niewandtschacht führten, retten.
Die letzte Schicht auf dem Otto-Brosowski-Schacht wurde am 12. Dezember 1969 gefahren und bedeutete zugleich das Ende des Bergbaus im Mansfelder Revier.
Die Übertageanlagen dienten fortan u. a. als Produktionsstätten fernmeldetechnischer Geräte. Des Weiteren hatte hier die Abteilung Forschung des Direktionsbereich Technik des Mansfeld-Kombinat Wilhelm Pieck ihren Sitz.
Nach dem Ende der DDR wurde auf dem Gelände ein Gewerbegebiet errichtet.